# Stora Tregölen
Stora Tregölen är en sjö i Västerviks kommun i Småland och ingår i Storån-Botorpsströmmens kustområde. Sjön är 9,7 meter djup, har en yta på 0,066 kvadratkilometer och befinner sig 80,9 meter över havet.